# Contea di Laurens (Carolina del Sud)
La contea di Laurens (in inglese Laurens County) è una contea dello Stato della Carolina del Sud, negli Stati Uniti. La popolazione al censimento del 2000 era di 69 597 abitanti. Il capoluogo di contea è Laurens.

## Geografia
La contea si trova nel nord-ovest dello Stato. Si tratta di una regione collinare e pedemontanta tra il fiume Saluda a sud-ovest e il fiume Enoree a nord-est. Gran parte della contea è ricoperta di boschi e foreste.

### Contee confinanti
- Contea di Spartanburg - nord
- Contea di Union - nord-est
- Contea di Newberry - sud-est
- Contea di Greenwood - sud
- Contea di Abbeville - sud-ovest
- Contea di Anderson - ovest
- Contea di Greenville - nord-ovest

## Storia
L'area era abitata da nativi Cherokee prima dell'arrivo dei coloni. La contea fu creata nel 1785 e fu chiamata così in onore di Henry Laurens, mercante e politico statunitense.

## Comuni

### Cities
- Clinton
- Fountain Inn
- Laurens (capoluogo)

### Towns
- Cross Hill
- Gray Court
- Ware Shoals
- Waterloo

### Census-designated places
- Joanna
- Mountville
- Princeton
- Watts Mills